# Болгарська паличка

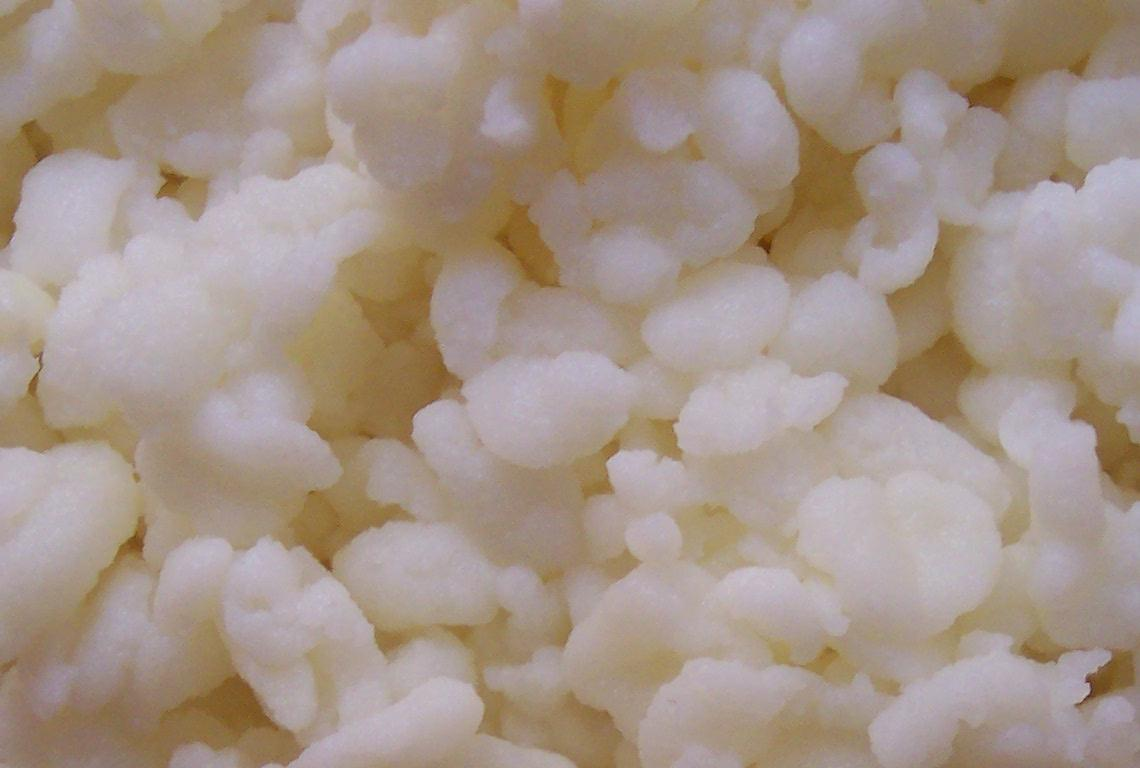
Lactobacillus bulgaricus

Болгарська паличка (лат. Lactobacillus delbrueckii subsp. bulgaricus, раніше Lactobacillus bulgaricus) — підвид Lactobacillus delbrueckiitypus, одна з двох бактерій, використовуваних для виробництва йогурту. Названа на честь Болгарії, в якій вона була вперше відкрита і використана.